# 汤亮
汤亮（1968年3月—），上海人，汉族，无党派人士。中华人民共和国政治人物、第十三届全国人民代表大会上海地区代表。奥盛集团有限公司董事长、全国工商联副主席。

## 生平
2018年2月24日，当选为第十三届全国人大代表。